# Ulrike Schümann
Ulrike Schümann (* 30. Januar 1973 in Potsdam) ist eine deutsche Seglerin.
Ulrike Schümann arbeitet als Diplomkauffrau und startet für den Verein Seglerhaus am Wannsee. Die Aktivensprecherin des Deutschen Segler-Verbandes siegte bei den Deutschen Meisterschaften 2000 in der Europe-Klasse. Anschließend stieg sie in die Yngling-Klasse um. Dort wurde sie 2001 Deutsche Meisterin, Holländische Meisterin, Vizeeuropameisterin und Zweite in ihrer Klasse bei der Kieler Woche. Im Jahr darauf gewann sie den Deutschen Meistertitel und die Kieler Woche und wurde Vizeeuropameisterin in Brunnen. Zum dritten Mal in Folge wurde Schümann mit ihrer Crew 2003 Vizeweltmeisterin in Cádiz und Fünfte der Mix-WM. Zudem gewann sie den Griechischen Meistertitel. Die Weltmeisterschaft 2005 auf dem Mondsee brachte Rang acht. Bei der Europameisterschaft in Medemblik erreichte sie Platz fünf.
Bei der Weltmeisterschaft 2006 in La Rochelle belegte das Team zum vierten Mal den Vize-WM-Titel, bei der EM in Medemblik gewannen sie Bronze. Ein Jahr später belegten sie Rang sieben bei der WM in Cascais. Im Olympiajahr 2008 waren Schümann und ihre Crew Zweite der Europameisterschaft in Medemblik und Dritte der Weltmeisterschaft in Miami. Mit Julia Bleck und Ute Höpfner startete die Berlinerin bei den olympischen Spielen in Peking und belegte dort den vierten Platz.
Schümann trägt zwar denselben Namen wie die Tochter des mehrfachen Olympiasiegers Jochen Schümann, ist aber nicht mit ihm verwandt.
Im März 2010 gab Ulrike Schümann bekannt, dass sie ihre olympische Laufbahn beendet.